# あまがし
あまがしは沖縄県に伝わる伝統的な菓子。
大麦と緑豆、黒砂糖を用いた粥状の食品であり、通常は冷した状態で供される。中国の八寶粥や緑豆湯とほぼ同じ食品であり、大陸あるいは台湾から伝わったと考えられる。
元来はユッカヌヒー（旧暦5月4日）、グングヮチグニチ（旧暦5月5日）に子供の健康を祈る意味で、沖縄の家々で作られたが、現在は缶詰やレトルトパックで販売されており、いつでも気軽に味わうことができる。日本のぜんざいが小豆を使い甘味を強調するのに対し、あまがしは乳酸発酵による麦のとろみと緑豆の爽やかな喉ごしを味わう清涼飲料水のような役割を持っていた。
箸やスプーンを用いて食べるが、5月には菖蒲の葉を使って食べる。葉の香が染み込んで旨さが倍増する。
なお、菖蒲は端午の節句では、子供の無事息災を祈る呪術的な役割を持っており、本土の端午の節句で食される「ちまき」「柏餅」のような役割である。
戦後はアメリカ軍から放出された金時豆（キドニービーンズ）で代用して作られるようになり、沖縄独特のぜんざいへと変化していった。

## 作り方
麦は一晩、緑豆は2時間くらい水につけておき、鍋で20分ほど煮込む。好みによって白玉を入れてもよい。また、古くは麦の粥に米麹を入れて二、三日発酵させるやり方であった。

## 八寶粥

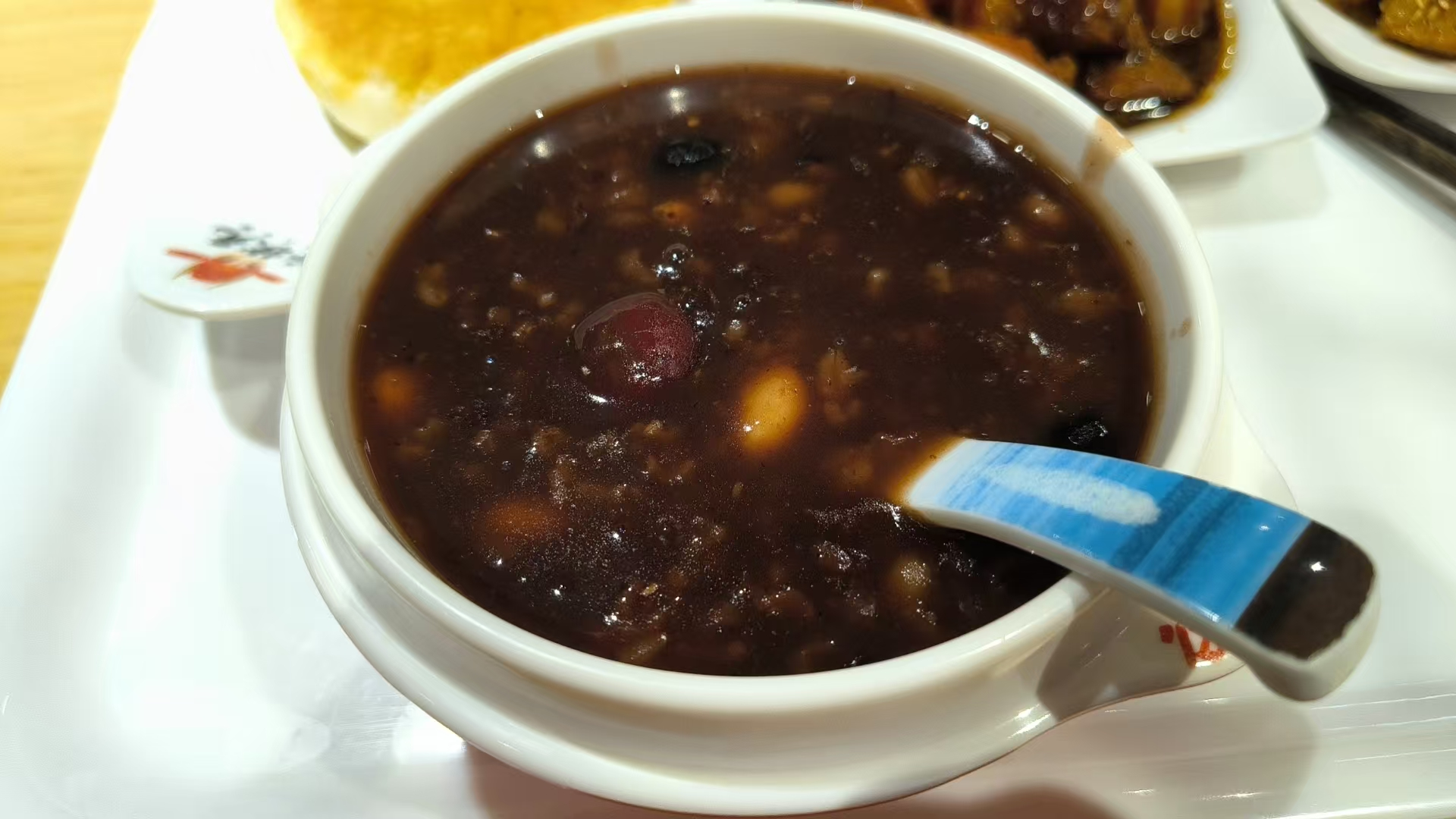
八寶粥

中国の八寶粥は日常的な食べ物で、家庭でも店でも食べられる事が多い。また保存食品・インスタント食品として缶詰で売っているものもある。